# Ademir Marques de Menezes
Ademir Marques de Menezes (Recife, 8 de noviembre de 1921-Río de Janeiro, 11 de mayo de 1996), más conocido como Ademir de Menezes, fue un futbolista brasileño, considerado como uno de los mejores delanteros en la historia del fútbol mundial y, por tanto, de la selección de fútbol de Brasil. Su prominente maxilar hizo que le pusieran el apodo Queixada, que significa 'quijada'.

## Biografía
Menezes  nació en la Vila de Bico do Mocotolombó el 8 de noviembre de 1922, Hijo mayor de Antonio Rodrígues Márques, presidente del Sport Clube Recife, este antiguo ídolo de Brasil se inició en las fuerzas juveniles en 1938. En 1941, con la entrada del futbol brasileño al profesionalismo, fue monarca estatal y destacó como el artillero mayor de la competencia local, quien estimulado por su padre, y sin que hubiera impedimento que lo detuviera, viajó a Río de Janeiro para ser contratado por el Vasco da Gama.
Concluyó su carrera en 1955, se dedicó desde entonces al periodismo deportivo y falleció en la excapital de Brasil de un infarto al miocardio, el 11 de mayo de 1996, después de sufrir cáncer de columna. Sus restos descansan en el Cementerio de San Juan Bautista en Río de Janeiro.

## Trayectoria
Comenzó su carrera en Sport Recife, antes de fichar por el Vasco da Gama. Jugó para el Vasco durante dos etapas, 1942-1945 y 1948-1956, interrumpidas por dos temporadas en Fluminense. En total, Ademir hizo 403 apariciones para Vasco, marcando 279 goles y 95 asistencias, ganando 4 Campeonatos Cariocas (1945, 1949, 1950, 1952). Ganó otro con el Fluminense (1946). Fue el máximo goleador de la liga en 1949 con 30 goles y de nuevo en 1950 con 25 goles. Ademir se retiraría finalmente de los terrenos de juego en 1957 y pasó a trabajar como un comentarista, entrenador y hombre de negocios.

### En la selección
Las actuaciones más celebradas de Ademir fueron sus hazañas en el Mundial de Brasil 50, que se celebró en su país natal. Jugando en un destacado trío delantero, junto a Zizinho y Jair, ganó la Bota de Oro, galardón que obtiene el máximo goleador y el jugador con más asistencias a gol en la competición, con nueve goles y seis asistencias. Uno de sus goles fue contado erróneamente como gol en propia puerta de Parra. A pesar de este hazaña, no pudo llevar a la victoria a Brasil en el partido decisivo contra Uruguay. Esta derrota es recordada hoy en día con el Maracanazo, en honor del estadio en el que jugó, el gran estadio de Maracaná.
Ademir también cosechó éxitos en la Copa América. Participó en las ediciones de 1945, 1946, 1949 y 1953 del torneo, marcando 13 goles en 18 apariciones en la competición, incluyendo un triplete que le dio la victoria al Brasil en el desempate final contra Paraguay en 1949. También ganó el torneo panamericano con Brasil en 1952. En total, Ademir jugó 39 veces para su país, marcando 32 goles (según RSSSF) entre 1945 y 1953.

## Participaciones con la selección

### Participaciones en Copas del Mundo
| Copa                 | Sede   | Resultado  | Partidos | Goles |
| -------------------- | ------ | ---------- | -------- | ----- |
| Mundial de Brasil 50 | Brasil | Subcampeón | 6        | 9     |

### Participaciones en Copas América
| Copa                         | Sede      | Resultado  | Partidos | Goles |
| ---------------------------- | --------- | ---------- | -------- | ----- |
| Campeonato Sudamericano 1945 | Chile     | Subcampeón | 6        | 5     |
| Campeonato Sudamericano 1946 | Argentina | Subcampeón | 4        | 0     |
| Campeonato Sudamericano 1949 | Brasil    | Campeón    | 5        | 7     |
| Campeonato Sudamericano 1953 | Perú      | Subcampeón | 3        | 1     |

## Palmarés

### Torneos regionales
| Título                  | Club                 | Estado         | Año  |
| Campeonato Pernambucano | Sport Club do Recife | Pernambuco     | 1941 |
| Campeonato Carioca      | Vasco da Gama        | Río de Janeiro | 1944 |
| Campeonato Carioca      | Fluminense FC        | Río de Janeiro | 1945 |
| Campeonato Carioca      | Vasco da Gama        | Río de Janeiro | 1949 |
| Campeonato Carioca      | Vasco da Gama        | Río de Janeiro | 1950 |
| Campeonato Carioca      | Vasco da Gama        | Río de Janeiro | 1952 |

### Torneos internacionales
| Título                               | Club                | Sede     | Año  |
| Campeonato Sudamericano de Campeones | Vasco da Gama       | Santiago | 1948 |
| Campeonato Sudamericano              | Selección de Brasil | Brasil   | 1949 |
| Campeonato Panamericano de Fútbol    | Selección de Brasil | Santiago | 1952 |

## Estadísticas

### Clubes
| Año                 | Club                | Campeonato          | Partidos | Goles | Asistencias |
| ------------------- | ------------------- | ------------------- | -------- | ----- | ----------- |
| 1940                | Sport               | Pernambucano        | 15       | 3     | 0           |
| 1941                | Sport               | Pernambucano        | 11       | 10    | 3           |
| Total               | Total               | Total               | 26       | 13    | 3           |
| 1942                | Vasco               | Carioca             | 21       | 9     | 3           |
| 1943                | Vasco               | Carioca             | 18       | 22    | 5           |
| 1944                | Vasco               | Carioca             | 18       | 12    | 5           |
| 1945                | Vasco               | Carioca             | 17       | 13    | 3           |
| Total               | Total               | Total               | 74       | 56    | 16          |
| 1946                | Fluminense          | Carioca             | 23       | 24    | 2           |
| 1947                | Fluminense          | Carioca             | 19       | 16    | 7           |
| Total               | Total               | Total               | 42       | 40    | 9           |
| 1948                | Vasco               | Carioca             | 17       | 15    | 2           |
| 1949                | Vasco               | Carioca             | 20       | 30    | 11          |
| 1950                | Vasco               | Carioca             | 19       | 25    | 8           |
| 1951                | Vasco               | Carioca             | 5        | 1     | 0           |
| 1952                | Vasco               | Carioca             | 18       | 16    | 6           |
| 1953                | Vasco               | Carioca             | 8        | 3     | 3           |
| 1954                | Vasco               | Carioca             | 15       | 11    | 2           |
| 1955                | Vasco               | Carioca             | 7        | 2     | 1           |
| 1956                | Vasco               | Carioca             | 0        | 0     | 0           |
| Total               | Total               | Total               | 109      | 103   | 33          |
| Total en la carrera | Total en la carrera | Total en la carrera | 251      | 212   | 60          |

| Año   | Club  | Campeonato    | Partidos | Goles | Asistencias |
| ----- | ----- | ------------- | -------- | ----- | ----------- |
| 1950  | Vasco | Rio-São Paulo | 7        | 7     | 2           |
| 1951  | Vasco | Rio-São Paulo | 6        | 9     | 0           |
| 1952  | Vasco | Rio-São Paulo | 10       | 5     | 4           |
| 1953  | Vasco | Rio-São Paulo | -        | -     | -           |
| 1954  | Vasco | Rio-São Paulo | 4        | 2     | 1           |
| 1955  | Vasco | Rio-São Paulo | 7        | 4     | 2           |
| Total | Total | Total         | 34       | 27    | 9           |

### Selección
| Año  | Selección           | Torneo                  | Edición                      | Partidos | Goles | Asistencias |
| ---- | ------------------- | ----------------------- | ---------------------------- | -------- | ----- | ----------- |
| 1945 | Selección Brasileña | Campeonato Sudamericano | Campeonato Sudamericano 1945 | 6        | 4     | 1           |
| 1946 | Selección Brasileña | Campeonato Sudamericano | Campeonato Sudamericano 1946 | 4        | 0     | 1           |
| 1949 | Selección Brasileña | Campeonato Sudamericano | Campeonato Sudamericano 1949 | 7        | 7     | 0           |

| Año  | Selección           | Torneo         | Edición | Partidos | Goles | Asistencias |
| ---- | ------------------- | -------------- | ------- | -------- | ----- | ----------- |
| 1950 | Selección Brasileña | Copa del Mundo | 1950    | 6        | 9     | 6           |

Fuentes: Big Soccer 